# Municipio de Center (condado de Starke)
El municipio de Center (en inglés: Center Township) es un municipio ubicado en el condado de Starke en el estado estadounidense de Indiana. En el año 2010 tenía una población de 6229 habitantes y una densidad poblacional de 66,17 personas por km².

## Geografía
El municipio de Center se encuentra ubicado en las coordenadas 41°18′9″N 86°38′25″O / 41.30250, -86.64028. Según la Oficina del Censo de los Estados Unidos, el municipio tiene una superficie total de 94.13 km², de la cual 94,13 km² corresponden a tierra firme y (0 %) 0 km² es agua.

## Demografía
Según el censo de 2010, había 6229 personas residiendo en el municipio de Center. La densidad de población era de 66,17 hab./km². De los 6229 habitantes, el municipio de Center estaba compuesto por el 97,05 % blancos, el 0,32 % eran afroamericanos, el 0,11 % eran amerindios, el 0,31 % eran asiáticos, el 0,95 % eran de otras razas y el 1,27 % eran de una mezcla de razas. Del total de la población el 3 % eran hispanos o latinos de cualquier raza.